# Montbau metróállomás
Montbau egyike a Spanyolországban található barcelonai metró metróállomásainak.

## Metróvonalak
Az állomást az alábbi metróvonalak érintik:
- 3-as metróvonal

## Kapcsolódó állomások
Az állomáshoz az alábbi állomások vannak a legközelebb:
- Vall d'Hebron (Zona Universitària, 3-as metróvonal)
- Mundet (Trinitat Nova, 3-as metróvonal)